# Andreas Menger
Andreas Menger (Berlino Ovest, 11 settembre 1972) è un allenatore di calcio ed ex calciatore tedesco, di ruolo portiere, preparatore dei portieri dell'Hertha Berlino.